# 灸

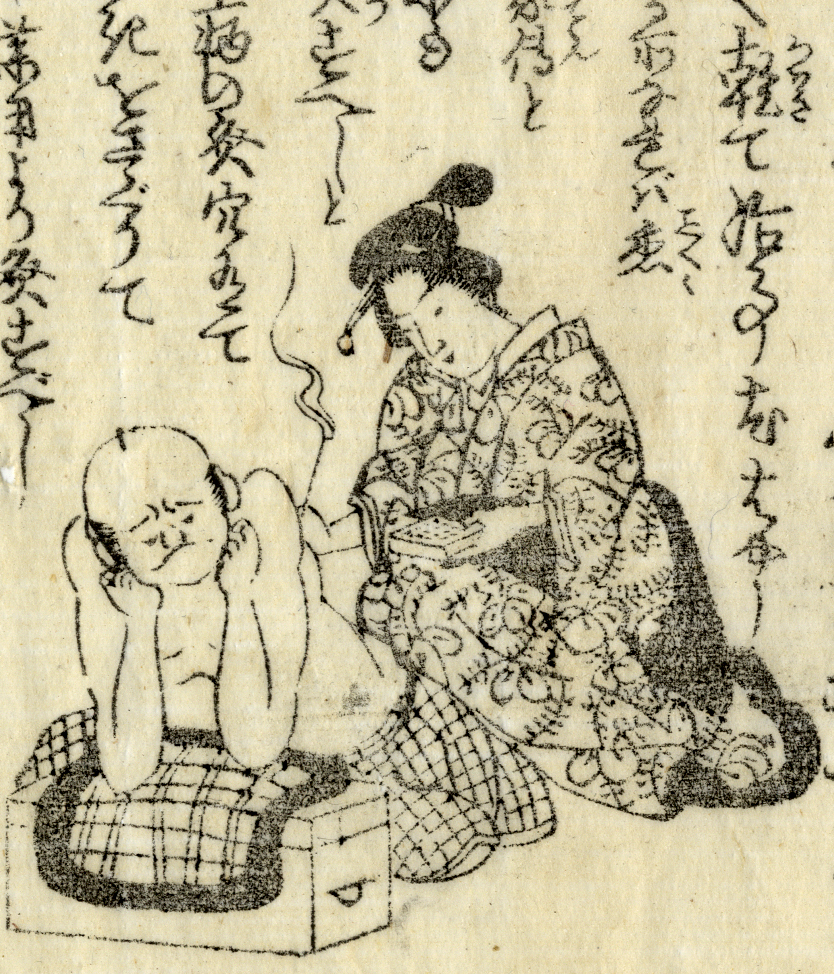
灸（『万象妙法集』嘉永3年序・刊）

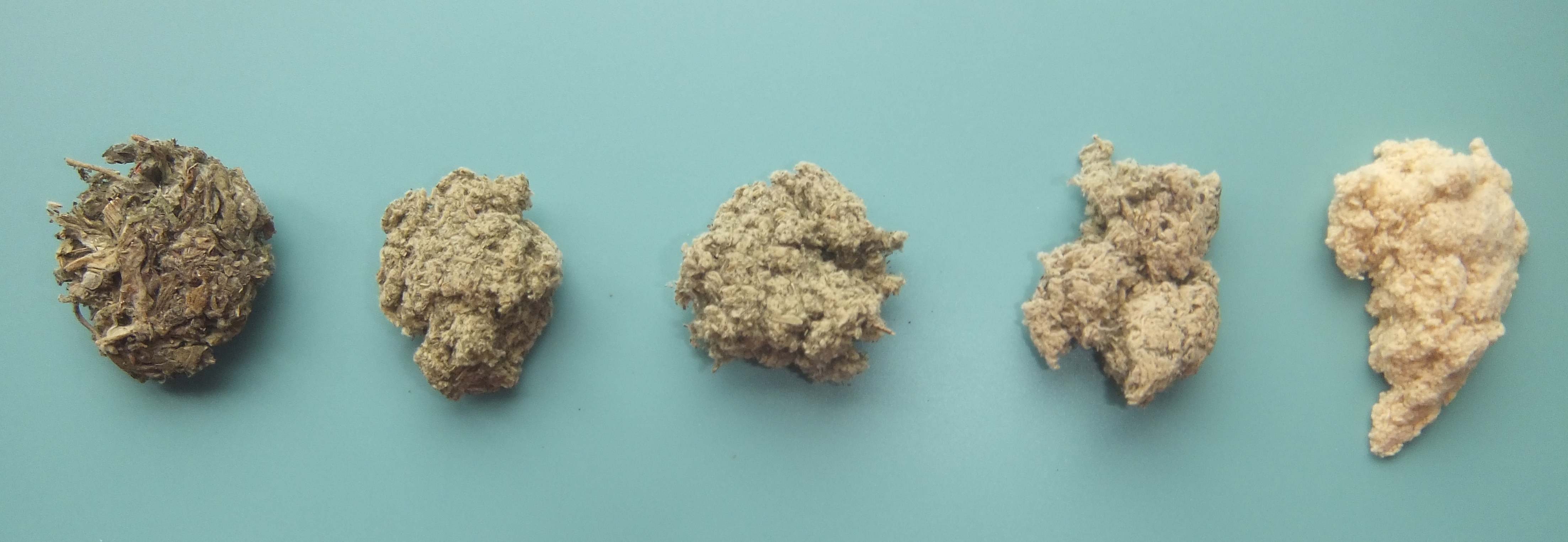
左より：灸（1番臼）、灸（2番臼）、温灸、和灸（並級）、順和灸（上級）

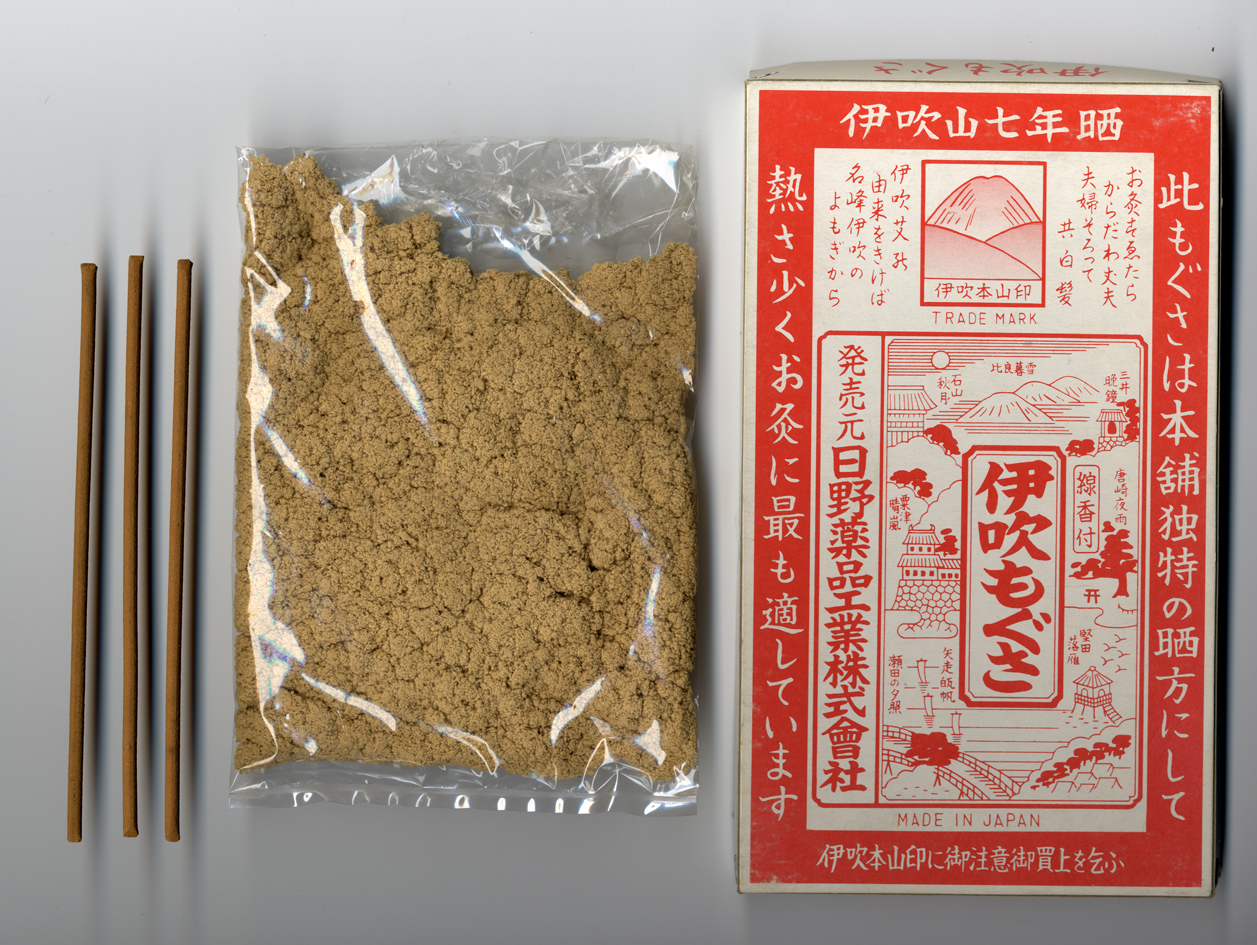
灸のセット

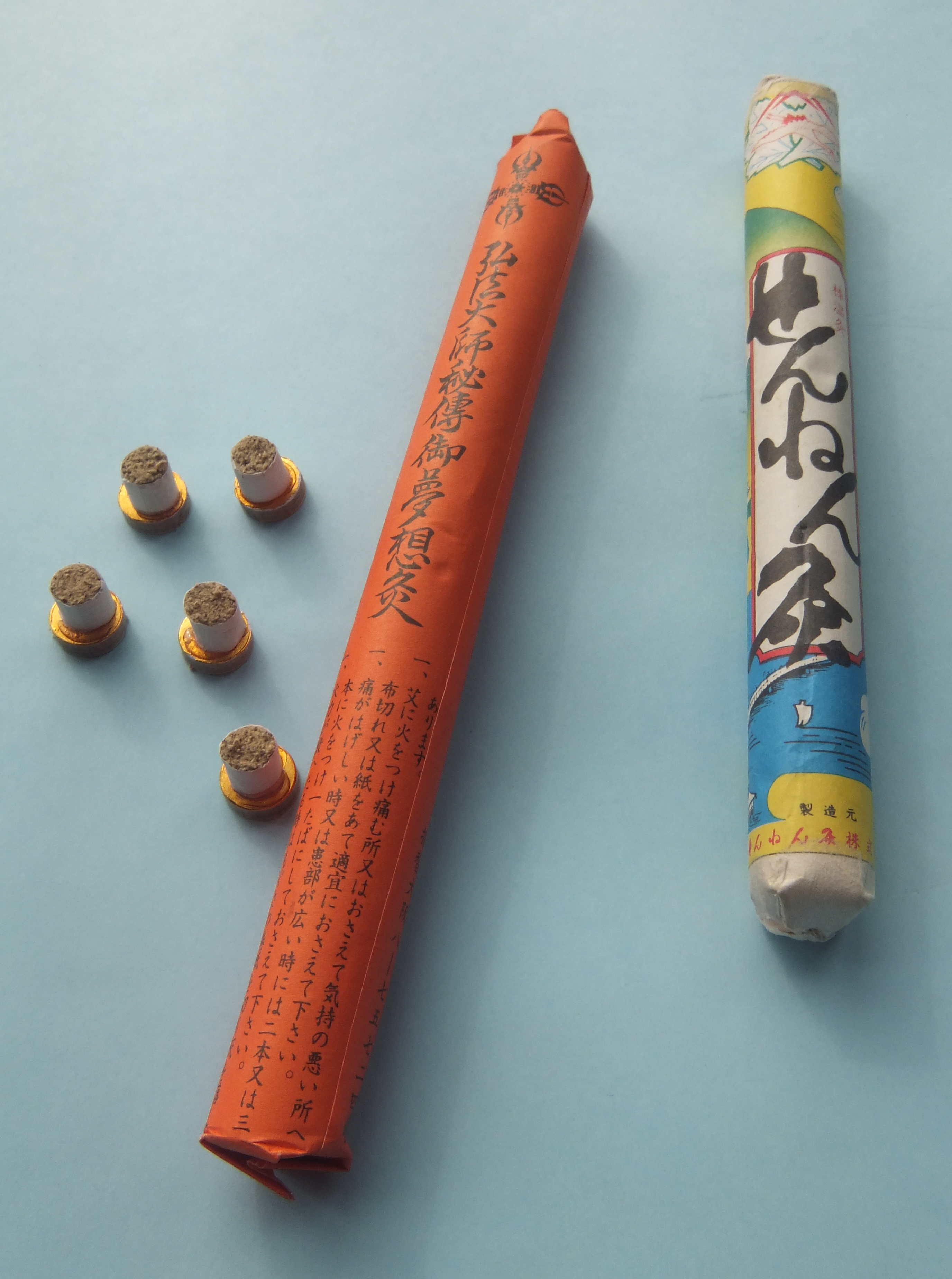
間接的な熱処理に使用される灸。接着性のある灸が現代産品として中国、日本と韓国で売られている。ベース部分が治療ポイントに自己粘着するのは普通である。

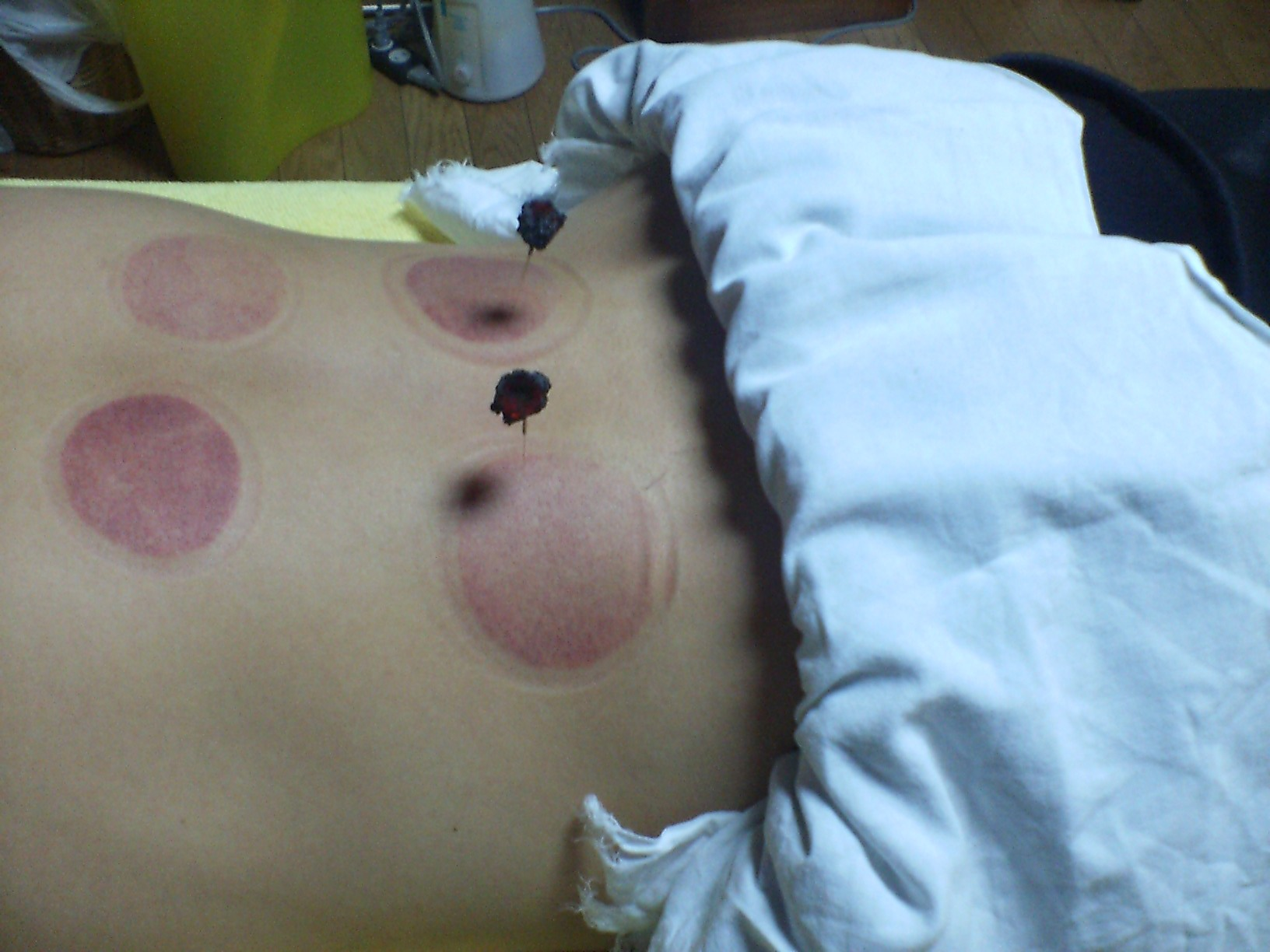
灸頭鍼

灸（きゅう、やいと）とは、艾（もぐさ）の燃焼あるいはこれに代わる物質を用い、身体表面の一定の部位に温熱刺激を与えることで、疾病の予防や治療などを行う施術法。艾（もぐさ）は植物のヨモギの葉から取れる産毛を陰干しして精製したものである。鍼とともに鍼灸として東洋医学で用いられている。
伝統的には艾（もぐさ）を体表（皮膚上）の選択した部位で燃焼させることで病気の治療や予防を行うことをいうが、灸刺激の方法には艾灸のほかに火を使わない電気温灸器などもある。

## 歴史

### 中国
1973年に中国長沙馬王堆漢墓より発掘された医学書には艾（もぐさ）を治療手段とした文献がみられる。現存する灸療法について記した最も古い文献は、馬王堆帛書に含まれる『足臂十一脈灸経』及び『陰陽十一脈灸経』とされる（馬王堆帛書に含まれる『五十二病方』も灸療法について言及している）。
中国医学の基本原典とされる 『黄帝内経』では、鍼に比べて灸の比重は低く、具体的な施術法も多くはない。
ツボ（孔穴）と疾病を対応させて灸を体系的に記述した最初の書物が『黄帝明堂経』で、この記述は『鍼灸甲乙経』をはじめとする多くの医学書に採録され、鍼灸治療の基本文献とされた。

### 日本
日本における灸治療の記録は、古くは奈良時代にあり神亀3年（726年）の 「山背国愛宕郡下里計帳」や天平12年（740年）の「越前国江沼郡山背郷計帳」がある。
官職として鍼博士が置かれたが、鍼は外科器具として患部の切開や瀉血などに限定的に用いられ、臨床では灸治が中心だった。
近世には中国で明代までに成立した医学書が大量に導入され、中世以降はじまった日本独自の灸治法（和方灸、家伝灸）が集大成されるに至った。
また、15世紀末に始まる大航海時代以降には、イエズス会士などの西洋人が訪日して灸療法の知識を西洋にもたらした。その影響から『日葡辞書』にも灸に関する用語が多く採録されている。
日本の灸療法の歴史については、臨床的な観点から深谷伊三郎や入江靖二、もぐさやその原料のヨモギの生産について織田隆三による詳細な検討がある。
日本では医師以外の者が灸を業として行う場合はきゅう師免許が必要である。
一方で、後述の台座灸、温筒灸、棒灸などの間接灸はセルフケアとしても用いられており市販の製品がある。

## 灸術の種類
もぐさを皮膚の上に直接置くようにしたものを艾炷（がいしゅ）という。ただし、以下のように間接的な方法もある。
中国では艾灸法の分類として、艾炷灸法（直接灸と間接灸）、艾条灸法（懸起灸と実按灸）、温針灸法、温灸器灸法に分けられている。懸起灸は日本でいう棒灸、実按灸は日本でいう押灸である。また、温針灸法は日本でいう灸頭鍼である。
日本では有痕灸（直接灸）と無痕灸（間接灸）に大別される。
なお、皮膚に直接もぐさを置き、熱感や温感を感じたときに燃焼中の艾炷を取り去る方法を知熱灸というが、無痕灸に分類されることが多い。

### 有痕灸
有痕灸は皮膚の上に直接もぐさを付ける方法である。
- 透熱灸 - 治療点の上で米粒大から半米粒大くらいのもぐさに直接点火して熱を深部に通す方法[2][16]。
- 焦灼灸 - イボ、胼胝（タコ）、魚の目などの上に施灸し、焦灼して破壊する方法[2][16]。
- 打膿灸 - 施灸した部分を化膿させ、さらに発砲膏などを用いて排膿を促して改善を図る方法[2][16]。

### 無痕灸
無痕灸はもぐさと皮膚の上に物を介在させた状態で火をつける方法である。無痕灸は分類法が一定しない（文献により異なる）。以下では刺激様式、熱の移動様式、熱刺激の特性による分類を述べる。

#### 刺激様式による分類
無痕灸は刺激様式により、温度刺激を用いる灸頭鍼などと化学刺激も用いる薬物灸（紅灸、漆灸など）がある。
- 温度刺激を用いるもの
  - 灸頭鍼[17]
- 化学刺激も用いるもの
  - 薬物灸 - 紅灸、漆灸など[17]。

#### 熱の移動様式による分類
無痕灸は熱の移動様式により、伝導熱を用いる隔物灸など、輻射熱を用いる棒灸や箱灸など、伝導熱と輻射熱の双方を用いる温筒灸や台座灸などに分けられる。
- 伝導熱を用いる方式
  - 隔物灸 - もぐさの熱が隔物を介して生体に伝わる方式[17]。隔物灸には、味噌灸、生姜灸、塩灸、枇杷の葉灸などがある[16]。
- 輻射熱を用いる方式（モグサから放出される赤外線による輻射熱を利用[17]）
  - 棒灸 - 棒状の灸[18]。現代中医鍼灸では数枚の布を隔てた患部の上から押し当てる実按灸、日本鍼灸では和紙や木綿の布地の上から棒灸を押し当てる押灸療法に用いられる[18]。
  - 箱灸 - 木箱や枡灸を枠にして、中に金網などで底を作り、木などで蓋を作る。箱ので艾を燃やすことで、皮膚を燻蒸したり、輻射熱で温めたりする[19]。
- 伝導熱と輻射熱の双方を用いる方式（モグサの燃焼による輻射熱と筒や台座からの伝導熱を利用[17]）
  - 温筒灸 - 皮膚と熱源との間に一定の筒内空洞を設けた構造の灸[20]。
  - 台座灸 - 台座を用いる灸の一種。せんねん灸やカマヤ灸、長生灸（レギュラー、ライト）、つぼ灸などの商品名で市販されてものもこれに含まれる。

#### 熱刺激の特性による分類
このほか熱刺激の特性により、ニンニク灸、生姜灸、味噌灸など水分の多い湿熱に分類されるものと、塩灸など水分含有量の低い乾熱に分類されるものがある。

#### その他の分類
無痕灸を隔物灸（味噌灸、生姜灸、塩灸、枇杷の葉灸等）、温灸（知熱灸、棒灸（押灸）、器械灸（温灸器）等）、その他（水灸、漆灸、紅灸、墨灸、油灸、薬灸）に分類する場合もある。

## 鍼灸の作用
鍼灸には次のような作用があるとされる。
1. 鎮痛作用[21]
2. 自律神経調節作用[21]
3. 血流改善作用[21]
4. 免疫作用[21]

灸の種類別では、透熱灸は神経に作用して、反射的に遠隔部の血管を拡張する作用がある。また、温灸は伝導熱や輻射熱によって直接的に局部の血管を拡張させる作用がある。
鍼と灸の関係は、病態ごとに、実に対しては鍼、虚に対しては灸とされる。虚実は東洋医学における鑑別点で、闘病反応の虚弱あるいは体の諸機能から病態を弁別する概念である。
実に対しては余分なものを排除する瀉（瀉法）、虚に対しては体力や気力を補う補（補法）をとることが原則とされ、鍼が瀉法で灸が補法とされている。適応も急性疾患には鍼、慢性疾患には灸が良いとされている。
ただし、実際の臨床では整然として使い分けができるわけではなく、鍼においても灸においても、施術によって瀉法にしたり補法にしたりすることができる。

## 禁忌等
公益社団法人全日本鍼灸学会「鍼灸安全対策ガイドライン 2020年版」では「禁忌の場合」として、1.心停止、呼吸停止、意識障害、大量出血、広範囲の熱傷、中毒などの緊急事態の場合、2.バイタルサイン（意識状態、体温、脈拍、血圧、呼吸状態）に異常がみられた場合を挙げている。また、「注意すべき場合」として、1.悪性腫瘍の治癒を目的とした施術、2.妊婦への施術、3.局所の熱感・腫れが激しい場合、4.易感染性患者（糖尿病患者、ステロイド服用者等）、5.出血性疾患を有する患者および抗凝血治療中または抗凝血剤使用中の患者、6.発熱を呈する患者を挙げている。

## 隠喩
灸は「お仕置き」や「制裁」の手段として行われてきたことから、「お灸」という言葉はかなり昔から、そのような意味の隠喩（メタファー）としても用いられてきた。1990年頃までは新聞記事などにも、「汚職公務員に厳しいおキュウ」などと書かれたことがある。しかし、灸は東アジアの伝統的な優れた医療であり、こうした意味に使われるのは好ましくないと、日本鍼灸師会が主張し、現在は使われなくなった。

## 家畜への使用
東洋獣医学では牛、豚、ヤギなどの家畜に対してもお灸を施す。基本的な方法は人間と同様だが、ツボの位置や数は相応に異なる。近年日本でも自然治癒力の向上、繁殖障害や食欲不振の解消を目的として、牛や豚にお灸を施す講習会などの取り組みが行われている。